# Депутати Верховної Ради Автономної Республіки Крим 6-го скликання
Перелік депутатів Верховної Ради Автономної Республіки Крим VI скликання (2010—2014). Верховна Рада України ухвалила постанову про дострокове припинення повноважень Верховної Ради Автономної Республіки Крим 6 скликання (№ 4461). ВР постановила що відповідно до пункту 28 частини першої статті 85 Конституції України, абзацу п'ятого частини першої статті 22 Конституції Автономної Республіки Крим, частини шостої статті 4 Закону України «Про Верховну Раду Автономної Республіки Крим», враховуючи Висновок Конституційного Суду України у рішенні № 2-рп/2014 від 14 березня 2014 року у справі про проведення місцевого референдуму в АРК щодо порушення Верховною Радою Криму Конституції України, Верховна Рада України постановляє достроково припинити повноваження Верховної Ради Автономної Республіки Крим.
| Прізвище ім'я по батькові         | Рік народження | округ           | партійність             | Від кого обрано         | Місце проживання                    |
| --------------------------------- | -------------- | --------------- | ----------------------- | ----------------------- | ----------------------------------- |
| Абдулаєв Азіз Рефатович           | 1953           | багатомандатний | Безпартійний            | Народний Рух України    | Сімферополь                         |
| Абдураїмов Енвер Елімдаровіч      | 1973           | багатомандатний | Безпартійний            | Народний Рух України    | Сімферополь                         |
| Авідзба Анатолій Мканович         | 1951           | багатомандатний | Компартія України       | Компартія України       | Ялта                                |
| Акімов Сергій Іванович            | 1953           | 43              | Партія регіонів         | Партія регіонів         | Роздольненський район               |
| Аксьонов Сергій Валерійович       | 1972           | багатомандатний | Руська єдність          | Руська єдність          | Сімферополь                         |
| Андрєєв Олексій Веніамінович      | 1963           | 3               | Партія регіонів         | Партія регіонів         | Армянськ                            |
| Ануфрієв Володимир Олександрович  | 1938–2011      | 13              | Партія регіонів         | Партія регіонів         | Сімферопольський район              |
| Арабаджиев Володимир Іванович     | 1953           | 10              | Партія регіонів         | Партія регіонів         | Керч                                |
| Аржанцев Ігор Володимирович       | 1962           | 15              | Партія регіонів         | Партія регіонів         | Сімферополь                         |
| Бабенко Геннадій Олександрович    | 1950           | 19              | Партія регіонів         | Партія регіонів         | Сімферополь                         |
| Баталін Олександр Сергійович      | 1946           | 17              | Партія регіонів         | Партія регіонів         | Сімферополь                         |
| Бахарєв Костянтин Михайлович      | 1972           | багатомандатний | Безпартійний            | Партія регіонів         | Сімферополь                         |
| Безазієв Лентун Романович         | 1942           | 20              | Безпартійний            | Партія регіонів         | Сімферополь                         |
| Бєляєв Володимир Володимирович    | 1970           | багатомандатний | Партія регіонів         | Партія регіонів         | Сімферополь                         |
| Васильєв Олександр Модестович     | 1959           | багатомандатний | Партія регіонів         | Партія регіонів         | Сімферополь                         |
| Васютін Іван Сергійович           | 1989           | багатомандатний | Партія регіонів         | Партія регіонів         | Ялта                                |
| Вергель Сергій Олександрович      | 1976           | багатомандатний | Безпартійний            | Партія регіонів         | Київ                                |
| Воробйов Юрій Миколайович         | 1962           | багатомандатний | Компартія України       | Компартія України       | Житомирська область                 |
| Ганиш Василь Васильович           | 1957           | 24              | Партія регіонів         | Партія регіонів         | Феодосія                            |
| Гафаров Едіп                      | 1952           | 35              | Партія регіонів         | Партія регіонів         | Сімферополь                         |
| Георгіаді Лариса Федорівна        | 1960           | багатомандатний | Партія регіонів         | Партія регіонів         | Сімферополь                         |
| Глобінец Григорій Іванович        | 1952           | 49              | Партія регіонів         | Партія регіонів         | Совєтський район                    |
| Гоменюк Олександр Миколайович     | 1951           | 1               | Партія регіонів         | Партія регіонів         | Алушта                              |
| Гордєєв Олег Костянтинович        | 1968           | 34              | Партія регіонів         | Партія регіонів         | Кіровський район                    |
| Гривковський Едуард Олександрович | 1969           | багатомандатний | Партія «Союз»           | Партія «Союз»           | Сімферополь                         |
| Гриневич Валерій Васильович       | 1968           | 45              | Партія «Союз»           | Партія «Союз»           | Сакський район                      |
| Гриценко Анатолій Павлович        | 1958           | 39              | Партія регіонів         | Партія регіонів         | Ленінський район                    |
| Груба Григорій Іванович           | 1954           | 50              | Партія регіонів         | Партія регіонів         | Сімферополь                         |
| Губанов Володимир Дмитрович       | 1951           | 2               | Партія регіонів         | Партія регіонів         | Алушта                              |
| Дьомін Єгор Ігорович              | 1985           | багатомандатний | Партія регіонів         | Партія регіонів         | Сімферополь                         |
| Джарти Василь Георгійович         | 1958–2011      | багатомандатний | Партія регіонів         | Партія регіонів         | Сімферополь                         |
| Донич Сергій Георгійович          | 1961           | 13              | Партія регіонів         | Партія регіонів         | Сімферополь                         |
| Дрібной Віктор Іванович           | 1956           | 5               | Партія регіонів         | Партія регіонів         | Феодосія                            |
| Єгоров Сергій Вікторович          | 1957           | багатомандатний | Безпартійний            | Партія регіонів         | Сімферополь                         |
| Заїченко Анатолій Анатолійович    | 1969           | 23              | Партія регіонів         | Партія регіонів         | Феодосія                            |
| Зайцев Петро Дмитрович            | 1952           | багатомандатний | Партія регіонів         | Партія регіонів         | Сімферополь                         |
| Запорожець Петро Петрович         | 1950           | багатомандатний | Партія регіонів         | Партія регіонів         | Сімферополь                         |
| Захаров В'ячеслав Романович       | 1947           | багатомандатний | Компартія України       | Компартія України       | Сімферополь                         |
| Заєць Сергій Анатолійович         | 1973           | багатомандатний | Безпартійний            | Партія регіонів         | м Українка Київська область         |
| Ільясов Ремзі Ильясович           | 1958           | багатомандатний | Безпартійний            | Народний Рух України    | Сімферополь                         |
| Іоффе Григорій Адольфович         | 1953           | багатомандатний | Партія регіонів         | Партія регіонів         | Сімферополь                         |
| Каджаметова Сафуре Хайрутдіновна  | 1951           | багатомандатний | Безпартійний            | Народний Рух України    | Сімферополь                         |
| Калин Петро Савелійович           | 1949           | 47              | Партія регіонів         | Партія регіонів         | Сімферопольський район              |
| Каракулькін Андрій Володимирович  | 1965           | 18              | Партія регіонів         | Партія регіонів         | Сімферополь                         |
| Кличников Володимир Миколайович   | 1964           | багатомандатний | Партія регіонів         | Партія регіонів         | Сімферополь                         |
| Клюєва Ірина Дмитрівна            | 1966           | 42              | Партія регіонів         | Партія регіонів         | Первомайський район                 |
| Ковітіді Ольга Федорівна          | 1962           | багатомандатний | Партія регіонів         | Партія регіонів         | Севастополь                         |
| Колісниченко Микола Петрович      | 1949           | 31              | Партія регіонів         | Партія регіонів         | Сімферополь                         |
| Коноваленко Галина Іванівна       | 1957           | багатомандатний | Партія регіонів         | Партія регіонів         | Сімферополь                         |
| Константинов Володимир Андрійович | 1956           | багатомандатний | Партія регіонів         | Партія регіонів         | Сімферополь                         |
| Косарєв Валерій Євгенович         | 1957           | 26              | Партія регіонів         | Партія регіонів         | Ялта                                |
| Котовський Олександр Валерійович  | 1963           | 8               | Партія регіонів         | Партія регіонів         | Керч                                |
| Кравченко Олександр Григорович    | 1952           | 6               | Партія регіонів         | Партія регіонів         | Євпаторія                           |
| Кравченко Олег Борисович          | 1965           | багатомандатний | Партія «Союз»           | Партія «Союз»           | Київ                                |
| Кубалов Казбек Таймуразовіч       | 1964           | 38              | Партія регіонів         | Партія регіонів         | Армянськ                            |
| Кужель Олександра Володимирівна   | 1953           | багатомандатний | партія «Сильна Україна» | партія «Сильна Україна» | Київ                                |
| Куніцин Сергій Володимирович      | 1960           | 11              | Безпартійний            | Партія «Союз»           | Сімферополь                         |
| Кутько Сергій Прохорович          | 1962           | 48              | Партія регіонів         | Партія регіонів         | Сімферопольський район              |
| Литовченко Геннадій Іванович      | 1955           | 12              | Партія регіонів         | Партія регіонів         | Саки                                |
| Лубіна Людмила Євгенівна          | 1957           | багатомандатний | Партія регіонів         | Партія регіонів         | Сімферополь                         |
| Лукашев Ігор Михайлович           | 1962           | 41              | Партія регіонів         | Партія регіонів         | Сімферополь                         |
| Лужецька Світлана Анатоліївна     | 1966           | 50              | Партія регіонів         | Партія регіонів         | Чорноморське                        |
| Лютіков Володимир Іванович        | 1954           | 9               | Партія регіонів         | Партія регіонів         | Керч                                |
| Хлопчиків Костянтин Віталійович   | 1966           | багатомандатний | Партія регіонів         | Партія регіонів         | Чорноморський район                 |
| Мардоян Фрунзе Амазаспович        | 1954           | багатомандатний | Безпартійний            | Партія регіонів         | Сімферополь                         |
| Мельник Олександр Йосипович       | 1971           | 15              | Безпартійний            | Партія регіонів         | Сімферополь                         |
| Мєшков Володимир Вікторович       | 1960           | 25              | Партія регіонів         | Партія регіонів         | Ялта                                |
| Миримський Лев Юлійович           | 1960           | багатомандатний | Партія «Союз»           | Партія «Союз»           | Сімферополь                         |
| Михайлов Євген Анатолійович       | 1951           | 22              | Партія регіонів         | Партія регіонів         | Сімферополь                         |
| Мустецов Вадим Анатолійович       | 1962           | 36              | Партія регіонів         | Партія регіонів         | Красногвардійський район            |
| Нараїв Геннадій Павлович          | 1965           | багатомандатний | Компартія України       | Компартія України       | Сімферополь                         |
| Нахлупін Віталій Германович       | 1966           | багатомандатний | Партія регіонів         | Партія регіонів         | Сімферополь                         |
| Осипенко Володимир Валерійович    | 1976           | багатомандатний | Партія регіонів         | Партія регіонів         | Сімферопольський район              |
| Охлопков Андрій Дмитрович         | 1966           | 46              | Безпартійний            | Партія регіонів         | Обухівський район, Київська область |
| Павленко Яніна Петрівна           | 1976           | багатомандатний | Партія регіонів         | Партія регіонів         | смт Новий Світ, Судак               |
| Пальчук Валерій Васильович        | 1958           | багатомандатний | партія «Сильна Україна» | партія «Сильна Україна» | Сімферополь                         |
| Пермякова Ніна Петрівна           | 1958           | 7               | Партія регіонів         | Партія регіонів         | Євпаторія                           |
| Пілунський Леонід Петрович        | 1947           | багатомандатний | Народний Рух України    | Народний Рух України    | Сімферополь                         |
| Розумовський Геннадій Іванович    | 1962–2013      | 44              | Партія регіонів         | Партія регіонів         | Саки                                |
| Рогатин Василь Петрович           | 1957           | 28              | Партія регіонів         | Партія регіонів         | Сімферополь                         |
| Романенко Сергій Дмитрович        | 1939           | багатомандатний | Партія регіонів         | Партія регіонів         | Сімферополь                         |
| Русецький Олег Леонідович         | 1961           | 29              | Партія регіонів         | Партія регіонів         | Сімферопольський район              |
| Рябков Олександр Павлович         | 1956           | 14              | Партія регіонів         | Партія регіонів         | Сімферополь                         |
| Савченко Світлана Борисівна       | 1965           | багатомандатний | Партія «Союз»           | Партія «Союз»           | Білогірськ                          |
| Сидоренко Олександр Іванович      | 1961           | 33              | Партія регіонів         | Партія регіонів         | Джанкойський район                  |
| Синюк Анатолій Сергійович         | 1952           | 21              | Партія регіонів         | Партія регіонів         | Судак                               |
| Скляров Олександр Михайлович      | 1949           | багатомандатний | Партія регіонів         | Партія регіонів         | Сімферополь                         |
| Смолянов Михайло Олександрович    | 1956           | багатомандатний | Партія регіонів         | Партія регіонів         | Сімферополь                         |
| Степанов Валерій Степанович       | 1953           | 39              | Партія регіонів         | Партія регіонів         | Керч                                |
| Сумуліді Микола Георгійович       | 1944           | багатомандатний | Безпартійний            | Партія регіонів         | Сімферополь                         |
| Теміргалієв Рустам Ільмирович     | 1976           | багатомандатний | Партія регіонів         | Партія регіонів         | Сімферополь                         |
| Тихомиров Олексій Миколайович     | 1968           | багатомандатний | Компартія України       | Компартія України       | Феодосія                            |
| Удовіна Ольга Максимівна          | 1953           | багатомандатний | Партія регіонів         | Партія регіонів         | Сімферополь                         |
| Фікс Єфим Зіс'євич                | 1946           | багатомандатний | Партія регіонів         | Партія регіонів         | Сімферополь                         |
| Франчук Ігор Анатолійович         | 1968           | багатомандатний | Партія регіонів         | Партія регіонів         | Київ                                |
| Цеков Сергій Павлович             | 1953           | багатомандатний | Руська єдність          | Руська єдність          | Сімферополь                         |
| Черняк Олексій Юрійович           | 1973           | 32              | Партія регіонів         | Партія регіонів         | Сімферополь                         |
| Чубаров Рефат Абдурахманович      | 1957           | багатомандатний | Безпартійний            | Народний Рух України    | Сімферополь                         |
| Шаповаленко Віктор Вікторович     | 1956           | багатомандатний | Партія регіонів         | Партія регіонів         | Севастополь                         |
| Шевченко Юрій Віталійович         | 1963           | 40              | Партія регіонів         | Партія регіонів         | Ленінський район                    |
| Шмельков Владислав Валерійович    | 1969           | 11              | Партія регіонів         | Партія регіонів         | Красноперекопськ                    |
| Шувайніков Сергій Іванович        | 1954           | багатомандатний | Руська єдність          | Руська єдність          | Сімферополь                         |
| Юревич Микола Іванович            | 1960           | 4               | Партія регіонів         | Партія регіонів         | Джанкой                             |
| Янакі Микола Леонтійович          | 1969           | 27              | Партія регіонів         | Партія регіонів         | Ялта                                |
| Янченко Іван Миколайович          | 1950           | 37              | Партія регіонів         | Партія регіонів         | Красногвардійський район            |

## Депутати-учасники сепаратиської сесії
Так звана «сепаратиська» сесія ВР Криму відбулася 27 лютого 2014. На сесії прийнято рішення про проведення 25 травня 2014 референдуму щодо статусу Криму і відставку уряду автономії.
У сесії брали участь і підтримали рішення такі депутати:
- Баталін Олександр Сергійович
- Бахарєв Костянтин Михайлович
- Бєляєв Володимир Володимирович
- Васильєв Олександр Модестович
- Васютін Іван Сергійович
- Вергель Сергій Олександрович
- Георгіаді Лариса Федорівна
- Дрібной Віктор Іванович
- Дьомін Єгор Ігорович
- Єгоров Сергій Викторович
- Зайцев Петро Дмитрійович
- Заяць Сергій Анатолійович
- Йоффе Григорій Адольфович
- Кличніков Володимир Миколайович
- Ковітіді Ольга Федорівна
- Колісніченко Микола Петрович
- Коноваленко Галіна Іванівна
- Котовський Олександр Валерійович
- Лубіна Людмила Євгенівна
- Мальчиков Костянтин Віталійович
- Мардоян Фрунзе Амазастович
- Нахлупін Віталій Германович
- Осипенко Володимир Валерійович
- Романенко Сергій Дмитрович
- Русецький Олег Леонідович
- Скляров Олександр Михайлович
- Смолянов Михайло Олександрович
- Сумуліді Микола Георгійович
- Темиргалієв Рустам Ільмирович
- Удовіна Ольга Максимівна
- Фєдоркін Сергій Іванович
- Фікс Єфим Зис'євич
- Франчук Ігор Анатолійович
- Янакі Микола Леонтійович

Під час засідання у сесійній залі перебувало 53 депутати, однак кілька з них залишили засідання, серед яких і депутати від «Русского єдінства» Сергій Шувайников і Яніна Павленко. Під час розгляду питання про відставку Могильова і призначення Аксьонова розгорівся скандал і умовна група депутата Олександра Мельника — а це більше 10 осіб — не брала участі в голосуванні. Однак серед тих, хто «проголосував», раптом виявилися і їхні прізвища, та прізвища депутатів, які взагалі не прийшли на засідання. Зокрема, це віце-прем'єр автономії Ольга Удовіна, глава Білогірської РДА Олег Русенький. А відомий бізнесмен Микола Сумуліді, в той же день заявив, що у парламент Криму не ходить, вже три місяці.